# Agrypon xingshanense
Agrypon xingshanense är en stekelart som beskrevs av Wang 1997. Agrypon xingshanense ingår i släktet Agrypon och familjen brokparasitsteklar. Inga underarter finns listade i Catalogue of Life.